# Ekologiskt fotavtryck
Det ekologiska fotavtrycket är ett mått på mängden resurser som en människa förbrukar. Det är uttryck för den area som behövs för att försörja en människa eller ett land. Uttrycket beskriver hur stor ekologisk yta som krävs för att producera och assimilera (ta hand om) avfallet. När man talar om ekologiskt fotavtryck i debatten kring klimatförändringarna syftar man ofta till hur stort koldioxidutsläpp en person eller en händelse ger upphov till. Utsläppet kan uppstå vid till exempel en flygresa eller vid elförbrukning och kan sedan kompenseras för genom klimatkompensation. Den svenske växtfysiologen, resursteoretikern och debattören Georg Borgström var den förste som använde en variant av begreppet.

## Beräkning
I beräkningar av det ekologiska fotavtrycket utgår man inte från konkreta spår i naturen. Istället använder man statistik över konsumtion och produktion för att uppskatta hur mycket av planetens förnyelsebara förmåga som behövs för att ta fram allt som vi konsumerar och absorbera avfallet som bildas. I Living Planet Report rapporterar WWF regelbundet hur fotavtrycket för mänskligheten och de olika nationerna utvecklas samtidigt som effekterna på den biologiska mångfalden visas. I snitt har varje människa på jorden ett avtryck på 2,7 hektar, men de genomsnittliga tillgängliga ytan är 1,8 hektar per person, det vill säga i genomsnitt förbrukas 1,5 jordklot (2,7/1,8). Gränsen ett (1) jordklot överskreds år 1970.